# Miralem Sulejmani
Miralem Sulejmani - em sérvio, Миралем Сулејмани - (Belgrado, 5 de dezembro de 1988) é um futebolista sérvio que atua como atacante. Atualmente, joga pelo Young Boys.
A 23 de fevereiro de 2013, foi dado como pública a notícia que tinha assinado pelo Benfica, a custo zero.

## Títulos
Ajax
- Copa da Holanda: 2009–10
- Eredivisie: 2010–11, 2011–12, 2012-13

Benfica
- Campeonato Português: 2013–14,  2014–15
- Taça de Portugal: 2013–14
- Taça da Liga : 2013–14, 2014–15

Young Boys
- Super Liga Suíça: 2017-18

### Prêmios individuais
- Revelação do Futebol Neerlandês do Ano: 2007–08